# Denteller
Denteller (singular dentelle), oftast använt i uttrycket inre denteller, är en dekorativ bård längs kanten på ett bokband. Denteller görs i blind- eller guldpressning och förekommer oftast på högkvalitativa band, exempelvis mästarprov.